# Felix Salinas
Felix Salinas (Lima, 11 de maio de 1939 — Valencia, 29 de outubro de 2021) foi um futebolista peruano. Ele competiu na Copa do Mundo FIFA de 1970, sediada no México, na qual a seleção de seu país terminou na sétima colocação dentre os 16 participantes.